# Hambletonia setosifrons
Hambletonia setosifrons är en stekelart som beskrevs av Sharkov och Woolley 1997. Hambletonia setosifrons ingår i släktet Hambletonia och familjen sköldlussteklar.
Artens utbredningsområde är Costa Rica. Inga underarter finns listade i Catalogue of Life.